# 望仙乡
望仙乡，是中华人民共和国江西省上饶市广信区下辖的一个乡镇级行政单位。

## 行政区划
望仙乡下辖以下地区：
望仙村、祝狮村、南峰村、大济村、葛路村、大山林场生活区、西坑林场生活区、沙洲林场生活区和新峰林场生活区。